# Kunglig ludo

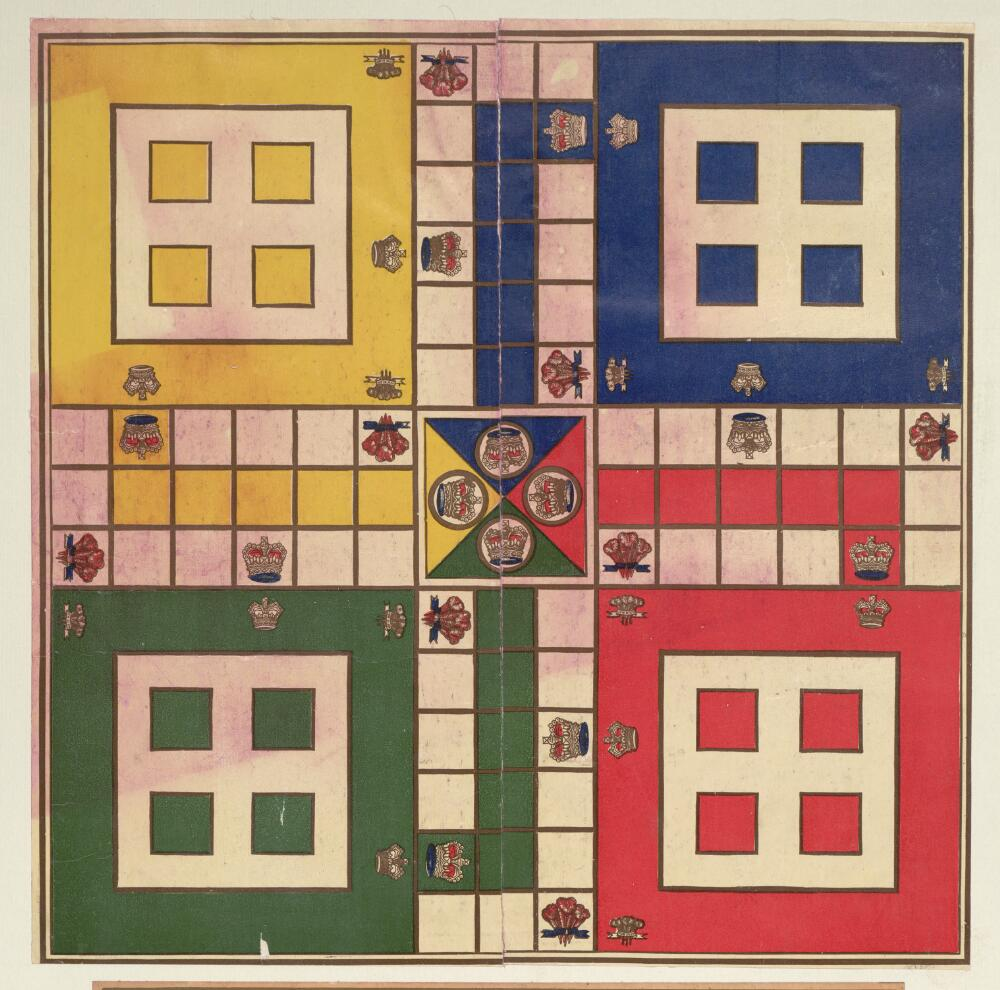
Spelbräde till kunglig ludo från år 1900 (Bodleian Libraries, Oxford).

Kunglig ludo, även kallat royal ludo, är ett brädspel som utgör en vidareutveckling av fia. Spelbrädet skiljer sig från det gängse fiabrädet genom att vissa av spelfälten är märkta med kronor och med fjädrar (eller fjäderplymer). En speciell tärning används, där 3:an och 6:an ersatts av en fjäder respektive en krona. Visar tärningen en krona, får man flytta en pjäs till närmsta fält som är märkt med en krona eller sätta ut en ny pjäs i spel. Visar tärningen en fjäder, får man flytta till närmsta fält med en fjäder, under förutsättning att man då inte passerar ett kronfält.
Om en pjäs flyttas till ett fält där en av motspelarnas pjäser står, blir denna inte slagen. I stället ställs den egna pjäsen ovanpå (om möjligt, annars bredvid) motspelarpjäsen, och motspelaren är sedan tvungen att flytta dessa båda pjäser samtidigt.
Den spelare som först flyttat sina fyra pjäser i mål vinner spelet.

## Variant
Ett spel som kan betraktas som en variant av kunglig ludo är det i Danmark spelade glob-ludo. Här är en del av spelfälten märkta med glober (jordglober) och stjärnor, och samma symboler återfinns på den speciella tärning som används. Visar tärningen en glob får man flytta en pjäs till närmsta fält med en glob eller flytta ut en ny pjäs. En stjärna innebär att man får flytta fram till närmsta fält med samma symbol, om man kan göra detta utan att passera ett fält med en glob.